# Frank Bizzoni
Francesco Filippo Bizzoni, detto Frank (Lodi, 7 maggio 1875 – New York, 25 dicembre 1926), è stato un pistard italiano naturalizzato statunitense, partecipante alle Olimpiadi di Saint Louis 1904.

## Biografia
Nato a Lodi, Francesco Bizzoni lasciò l'Italia intorno al 1898 per andare a lavorare come cameriere a Bournemouth. Dopo cinque anni in Inghilterra, nel novembre 1903 emigrò a New York, dove visse fino alla morte, tranne per un ritorno in Italia, quando sposò a Milano Rosa Monteverdi, il 12 luglio 1906.
Nel 1904 partecipò alle Olimpiadi di Saint Louis nella gara del quarto di miglio, venendo eliminato in semifinale. Poiché era stato iscritto alla gara come statunitense, si è creduto a lungo che l'Italia non avesse partecipato a tutti i Giochi Olimpici, fino alla scoperta della corretta nazionalità di Bizzoni avvenuta nel 2008.
Combatté per lo United States Army nella prima guerra mondiale e fu naturalizzato statunitense nel 1917.
Dopo la sua morte, avvenuta nel Bronx il 25 dicembre 1926, l'associazione ciclistica dello stato di New York gli dedicò una gara, il "Memorial Francesco Bizzoni" per dilettanti, disputatosi sicuramente almeno in due occasioni, nel 1928 e nel 1929.

## Palmarès
| Anno | Manifestazione  | Sede        | Evento           | Risultato     | Prestazione | Note |
| ---- | --------------- | ----------- | ---------------- | ------------- | ----------- | ---- |
| 1904 | Giochi olimpici | Saint Louis | Quarto di miglio | Semifinalista |             |      |